# Lista över byggnader i Simpsons
Detta är en lista över fiktiva byggnader i TV-serien Simpsons.

## Aztec Theater
Aztec Theater är en biograf i Springfield som visat filmerna "Boob-o-rama", Cosmic Wars, Ernst Goes Somewhere Cheap,  "Honk If Your're Horny!", "Love, Formulaically", Love is Nice, "Showgirls", "Space Mutants"-filmerna,, "The Krusty Movie", "Tame The Might Hudson", "Mrs Mom", "Ernst needs a Kidney", "The Momentum of Things", Itchy & Scratchy: The Movie, "Ned Flanders' "Tales of the Old Testament", "Sever", "Skiskel & Ebart: The Movie", "Princess Rock Star", "Star Wars", "Mc Bain" och "Too Meny Grandmas!". Filmfestivalen Springfield Film Festival ägde rum på biografen med Marge Simpson, Joe Quimby, Homer Simpson, Krusty och Jay Sherman som domare. Vinnare av stora priset blev Barney Gumbles film. Man har också haft en testvisning och premiärvisning av Mr Smith i Washington, där Internetspioner inte var tillåtna och Everyman.

## Barney's Bowlarama
Barney's Bowlarama är en bowlinghall som ägs av Albert Gumble. Bowlinghallen brann en gång ner men byggdes upp igen under namnet "Barney's New Bowlarama". Ett spel kostar 1,75 dollar och tre spel eller en timme kostar 5 dollar.  
Anställda har varit Homer och Barney.

## Calmwood Mental Hospital
Calmwood Mental Hospital är ett mentalsjukhus i Springfield, där Ned Flanders togs in av sina föräldrar under sin ungdom, han återvände dit efter att fått ett anfall. Ned togs då hand av Dr. Foster. Andra patienter på mentalsjukhuset har varit Ms. Botz, John Swartzwelder och Jay Sherman. Huvudkaraktären Homer Simpson har också varit intagen efter att man trodde att han hallucinerade. Namnet skapades av Dan Greaney.

## Fort Springfield
Fort Springfield är en militäranläggning med museianläggning i Springfield. Rektor Seymour Skinner arbetade där under en period för ett disciplinerat förband av rekryterna. På anläggningen pågår ett hemligt civilt brevöppningsprojekt. Museianläggningen ägs numera av Diz-Nee som låter skolor betala fem dollar per elev som besöker platsen. Innan det ägdes av dem var det gratis.

## Hal Roach Apartments
Hal Roach Apartments är ett ålderdomshem för kvinnor i Springfield. Boende är Jacqueline Bouvier.

## Jazz Hole
The Jazz Hole är en musiklokal med inriktning på jazz och innehåller en serveringsavdelning i Springfield.

## The Legitimate Businessman's Social Club
The Legitimate Businessman's Social Club är klubben som ägs av Fat Tony, som bland annat sysslar med stöldgods och spel.

## Monty Burns Casino
Monty Burns Casino var ett kasino i Springfield, vid Border Walk som drevs av Mr. Burns, byggandet finansierades av socialförsäkringscheckar. Idag utrymmer platsen ett familjehotell, som även det har ett kasino. Efter rivningen jobbar de anställda på Mr. Burns sjukhem. Kasinot har gästast av "Little Timmy and the Shabangs", "The Shabangs", "The New Shabangs, Featuring Big Timmy", "Krusty the Clown" samt "Gunter och Ernst". Kasinot rymde också en egen blodbank och gästerna välkomnades av Gerry Cooney vid öppningen.

## Old Springfield Libary
Old Springfield Libary är det äldre biblioteket i Springfield. För att locka kunder lockar de med pornografi. Under en period hade de nästan inga böcker alls.

## Sir Putt-A-Lots Merrie Old Fun Centre
Sir Putt-A-Lots Merrie Old Fun Centre är en minigolfbana där Homer började jobba innan han fick reda på att Marge var gravid med Bart. Minigolfbanan är också platsen där de gjorde honom. Varje år anordnar de en tävling för barn som kommenteras direkt i radiokanalen KBBL.

## Springfield County Court House
Springfield County Court House är domstolsbyggnaden i Springfield. Framför byggnaden finns en staty föreställande John Swartzwelder sittande på en häst.

## Springfield Googolplex Theatres
Springfield Googolplex Theatres är en större biograf i Springfield. Filmer som visats på biografen är Wedige: The Movie, Sheani-Goats, Air C.H.U:D., Chocolate 2: The Vanilla-ing, Final Chapter: A New Beginning, Editior-in-chimp, Too many premises!, Dude. Where's My Pepsi, Soccer Mummy, My Dinner With Jar Jar, Mars Needs Towels, That 70's Movie, Shakespeare in Heat, Facepuncher IV, Das Booty Cal och Poke of Zorro, Rip Roarin' Reverend, Sing, Monkey, Sing, Rollerblade, Return to Ape Valley, The Fashion of The Christ, Ghost Frat, Eating Nemo, From Justin To Kelly 4, The Unwatchable Hulk The Pianist Goes Hawaiian, Freddy Vs. Jason Vs. Board of Education, The Wild Dingleberries Movie, President Airbutt: Air To The Chief, The Re-Deadening, Left Below, 3 Fast 3 Furious, Breast Camp, Dude, Where's My Prostate, Michael Eisner Vs. Micahel Ovitz, Kill Bill Maher, Explosion 2, Baby Cos 3: Tired and Cranky, Disney's "Storoller Rental: The Movie", Cards, , Jeremy Peterson jobbar i lobbyn och personalen tillåts inte hälla smör på Milk Duds eller gå på toaletten utan att tvätta händerna. Sarcastic man jobbar i biljettkassan.

## Springfield General Hospital
Springfield General Hospital är ett sjukhus i Springfield. Mr. Burns skänkte ett bidrag på 20.000 dollar till sjukhuset och eftersom Homer Simpson räckte över checken finns det en flygel där uppkallad efter honom. Återkommande doktorer som jobbar där är Dr. Nick Rivera och Julius Hibbert. De har en plastikkirurgiavdelning. Makarna Weinstein har en paviljong uppkallad efter sig på sjukhuset också.

## The Springfield Natural History Museum
The Springfield Natural History Museum är namnet på naturhistoriska museet i Springfield. Även känt som Museum of Natural History. Stephen Jay Gould är anställd forskare på museet. Känd personal är Jeremy Peterson.

## Springfield Palace Hotel
Springfield Palace Hotel är ett hotell i Springfield och erbjuder gästerna fria rum, fri mat, fri swimming pool, frivisning av HBO, och visar Rädda Willy.

## Springfield Retirement Castle
Springfield Retirement Castle är ett ålderdomshem på 2001 Creaking Oak Drive i Springfield. De boende har inte tillåtelse att vara i aktivitetsrummet, biblioteket eller spelrummet. De boende brukar utnyttja tiden med att stitta ut vid fönstret, varje dag klocka 14 anordnas bingo, där priset är en banan. Klockan fyra sover de boende middag, under tiden dammsuger personalen de boende, samtidigt serveras även middagen. Ålderdomshemmets middagsrum renoverades om till minne för Beatrice Simmons av Abraham Simpson.

## Springfields kärnkraftverk
Springfields kärnkraftverk (Springfield Nuclear Power Plant) ägs av Mr Burns och är byggd 1952. Kärnkraftverket är den vanligaste arbetsplatsen för huvudkaraktären Homer Simpson, och jobbar då ofta i sektor 7G som säkerhetsinspektör. Ett stående inslag i serien är att varje gång en bild över kärnkraftverket visas så hös en kraxande kråka (alternativt skata) i bakgrunden.

## Övriga
- Adam&Adam är en gayklubb som hade ett större strömavbrott när Lisa ville se stjärnorna ovanför staden[52]
- All night gym är en dygnet runt öppet gym där Rainer Wolfcastle tränar.[53]
- Aging Animal House är ett ZOO med djur från äldre kända filmer. Flera Lassiehundar finns begravda där.[54]
- Aphrodite Inn är ett hotell med konferenslokal och temarum med Sarcastic Man som personal. Hotellrummen går under namnen "Arabian Nights Room", "The Pharaoh's Chamber", "Caveman Room", "Safari Room", "Camelot Room" och "Utility Room". Hotellet är populärt bland nygifta.[55][56]
- Acrobatic Theater är teater med akrobater i Kina.[57]
- Army Recuritment Center är en kontor för den amerikansk armén.[58]
- Auto Wrecking Yard är en bilkross i Springfield.[59]
- Barnacle Bay Oceanographic Institute är ett museum och institut som är inriktat på havet i Barnacle Bay.[60]
- Bastes Motel Vacancy är ett motell i Terrorlake.[3]
- Behind the Doogie Dorr är en porrbiograf med hundar. Den enda kända filmen som visats är "Long Dog Silver".[61]
- Blockoland är en nöjespark där allt består av blockoklossar. På natten plockar man ner nöjesparken i containrar.[62]
- Bloodbath Gulch är en park med inriktning på western. Deras slogan är "The Friendliest Town in the Old West (Den vänligaste staden i gamla västern)". Området grundades av prostituerade under 1849 och blev känt som området där man kunde göra sig av med en månadslön på tre minuter. Området har idag ett horhus, missionärskyrka, skökohus och glädjehus. Andra platser i parken är Ed's Brothel, Chuck's Brothel, Tom's Brothel, Buck's Brothel och Ye Olde Animatornic Saloon.[63]
- Broken Dreams Storage Lockers är en lagerlokal med slogan "The Most depressing Place on Earth (Den mest deprimerande platsen på jorden)". De tillåter att uthyrarna sover över för två dollar per natt. Saracstic Man jobbar där.[64]
- Buckingham Pay-Less Motel är ett hotell i London som har en minibar och ger gratis kartor.[65]
- Caesar's Pow-Wow är ett indiankasino där Carrot Scalp och Gaboo uppträtt.[66]
- Capital City Convation Center är en mässhall i Capital City.[67]
- Capital City Nuclear är kärnkraftverket i Capital City, där Gary Larson numera jobbar och de erbjuder de anställda gratis resor till kusten, julgås och spanska citroner.[68]
- Capital City Plaza Hotel är ett lyxhotell i Capital City. Har inte haft något fall av Legionärssjukan sedan 1990[67]
- Capital City Stadium är en basebollarena i Capital City.[69]
- Classified Records är en inspelningsstudio där man spelade in låtarna till pojkbandet The Party Posse.[70]
- Civic Center är en sportarena med biltävlingar och tävlingen "Demolition Derby".[36]
- Civil War Prison & Museum of Sideburns är ett museum på Weasel Island med inriktning på inbördeskriget och polisonger.[71]
- Club-Mud är en lokal där tjejer brottas i lera.[51]
- Crystal Lake är en campingplats mellan Springfield och South Dakota.[72]
- Come Back Motel är ett motell som ligger i Capital City som har luftkonditionering och kabel-tv.[34]
- Cosmic Wars Ranch, tidigare Formelry Fresno är inspelningsplatsen för Comsic Wars-filmerna och boplatsen för Randall Curtis och ligger i Kalifornien.[2]
- Diz-nee-land är en nöjespark.[51]
- Drive-In är en drive-in biograf i North Haverbrook.[73]
- Dr. Monore's Family Therapy Center är en familjeterapianläggning som ägs av Marvin Monroe. Ett besök kostar 250 dollar.[74]
- Dr. Nick's Walk-In Clinic är en klinik som ägs av Dr. Nick. Kliniken ligger på 44 Bow Street.[75]
- Dr. Steve Chiropractor är en kiropraktorklinik.[76]
- Duff Stadium är basebollarenan som Isotopes spelar på sedan de togs över av Duff.[62]
- East Springfield Latino Museum är ett museum om Latinamerika som Cheech och Chong besöker varje gång de är i Springfield.[77]
- Family Fun Ceter är en nöjespark som har gokarts, Batting Cages och en spelhall.[78]
- F.B.I. Springfield Branch är högkvarteret för FBI sedan 60 år i Springfield.[79]
- Ferris Bueller's Day of Beauty Salon är en perukbutik i Chicago.[80]
- Fit Tony's Gym var ett gym som ägdes av Fit Tony.[81]
- Florence of Arabia är en strippklubb.[82]
- Fort Fragg är en militärbas där furiren kallar samtliga rekrytgrupper för de värsta för att se till att de blir motiverade. Bart Simpson avslöjade deras bristande beredskap.[7]
- Four Seasons ligger både i Capital City och [Springfield och är ett massageinstitut. De antällda på Capital Citys kärnkraftverk får gratis massage där en gång i veckan.[68][83]
- Foxy Boxing är en boxningslokal där tjejer boxas.[82]
- Freestone Family Peach Orchard är en trädgård med persikor, allmänheten får plocka där mot betalning.[84]
- Gavelby's Auction House är en auktionsbyggnad.[85]
- Gern Warfare Laboratory var en forskningsanläggning som ägdes av Mr. Burns där Mona Simpson genomförde ett attentat. Deras slogan var "When the H-Bomb Isn't Enough (Där atombomber inte är tillräckligt)". Idag heter byggnaden "Grandma Simpsons Peace Museum and Kid-Teractive Learnatorium" och är ett fredsmuseum och utvecklingscenter för barn.[86]
- Girls! Girls! Girls! är en strippklubb där Mr Burns och Smithers går in av misstag när Burns försöker hitta äkta kärlek på Flag day[87]
- Girlesque är en strippklubb som har blöt t-shirt-kväll på fredagar för vuxna över 421 år.[82]
- Go-Cart Racing är en gokartbana där Jeremy Peterson jobbar.[88]
- Grand är en teater i Shelbyville.[89]
- The Grateful Gelding Stables är ett stuteri vars hästar kostar minst 5 000 dollar och upp till en halvmiljon dollar. Att hyra ett stall med lektioner hur man sköter hästar och talar fint kostar 530 dollar per månad. Den ligger på Route 401.[90]
- Grease Recycling Plant är en återvinningscentral för fett som både köper och säljer.[91]
- Golf N' Die Retirement Village är ett ålderdomshem som har en golfbana. Rektor Dondelinger bor där numera.[92]
- The Happy Earwig Motel är ett motell.[18]
- Hibbert Moneymaking Organization var en kortlivad vårdcentral som ägdes av Dr Hibbert som erbjöd alla möjliga typer av hälsovård.[67]
- Hibbert Medical Clinic är en medicinsk klinik som ägs Dr Hibbert.[93]
- Hicksville USA Recording Studio är en inspelningsstudio där Buddy Holly skulle spela in skiva 1958 men han vägrade.[94]
- Hollywood Auto Museum är ett bilmuseum i Hollywood med bilar från Batman, Familjen Flinta, The Gernal Lee, Herbie, The Monkees, The Munsters och The Road Warrior. De anställda skådespelarnas chef är Mr. Lamato.[11]
- Hotel Hollywood Hotel är ett hotell i Hollywood.[95]
- Hotel Pillowmint är ett kändishotell i Springfield som har haft The Who som gäster.[96]
- Immigation and Naturalization Service är kommunbyggnaden där man ansöker om amerikanskt medborgarskap.[97]
- Inn är en lokal där man gör snabbdejtning i Shelbyville.[98]
- Isopte Stadium är sportarenan för Isopte i Springfield. Utanför arenan är uppvärmningsspel förbjudet.[99]
- Kozy Kabins är ett hotell där familjen Simpson varit tre gånger, varav en gång tillsammans med Flanders som hade sin smekmånad där.[100]
- Krustylu Studios är inspelningsplatsen för Krusty The Clown Show. Personal är bland att Jeremy Peterson.[101]
- Joan Bushwell's Chimp Refuge är anläggningen där Joan Bushwell utför sin forskning genom att låta schimpanser jobba i diamantgruvor i landet Pepsi presenterar New Zansibar.[102]
- L.A. Body Works är ett gym som har magträning med Sahsa, mamma och barn kickboxing, powerstuds med Zack D och zenmagmuskelträning med Zack G.[103]
- La Maison Derrière är ett populär lusthus för män i Springfield. Även om barn inte tillåts besöka lusthuset har Bart jobbat där. Då Springfields moralkommitté hörde talas om lusthuset fick de ett rivningsbeslut på lusthuset, men hjälp av sången We Put the Spring in Springfield avbröts rivningen, men ändå så förstörde Marge Simpson delar av lusthuset med hjälp av en bulldozer.[104]
- Lazy I Ranch är en gammal nudistkoloni och är en nöjespark med inriktning på western som ägs av Rich Texan. De har en DSL-uppkoppling i rummens kylskåp och kontoret.[105]
- Limted Appel Theater är en biograf för smalfilmer. Filmer som visats är Kosovo Autumn, Carving Molly Alaska och Oppenheimer's elevator.[106]
- Lisa Simpson Home for Abandoned Animals är ett djurhem tillägnad Lisa Simpson byggt av Bart Simpson för hemlösa djur.[107]
- Louvre: American Style är en konstlokal för vernissage.[108]
- Low Quality Inn är ett hotell i Barnacle Bay.[60]
- The Luchy Stiff Funeral Home är platsen för begravningsgudstjänsterna i "Little Neck Falls".[109]
- The Lucky Savage är ett kasino som framställdes med hjälp av Homer på en ö i Mikronesien. Spel som erbjuds är Blackjack, Craps, Texas Hold 'Em, Roulette. På plats finns och en bar. Kasinot började brinna då det blev uppror då spelarna klagade på att Äss både kunde vara ett och elva och blev yra av alkoholen och bufféerna.[110]
- Lucky's Records är en inspelningsstudio som låter en spela in en singel för 25 cent.[94]
- Lugash's Gym är en gymnastikhall som ägs av Lugash där han även är tränare.[111]
- Lush Valley Winery är en vingård som ligger granne med Cosmic Wars Ranch.[2]
- Magic Palace är en lokal där man visar upp trollkonster.[84]
- Marine World är en vattenpark med slogan "No Longer Educational" (Inte längre utbildande)[112]
- Marriage Counseling är en äktenskapsrådgivningsbyrå där de låter den som har fel få betala kostnaden.[113]
- Mayo Clinic är en sjukhusklinik för kändisar och rika.[114]
- Memory Recovery Institute är en anläggning där man kan få tillbaka saker som man har glömt med hjälp av en uppfinning de har av Professor Frink.[115]
- Mingled Waters Health Spa är en spa-anläggning med lerbad, bastu, mineralbad och ansiktsmassage.[35]
- Moeview Motel är ett motell som har legat på andra sidan Moe's Tavern.[116]
- The Montogomery Burns State Prison var ett fängelse som designades av Frank Gehry som en konserthall. Fängelset ägdes av Mr. Burns.[89]
- Museum of Television an TV är ett museum med historien om TV:n och dess utbud.[117]
- Morningwood Penitentiary är ett fängelse som hade en elektrisk stol. Fängelset var stängt i flera år innan man öppnade det igen.[118]
- Mt. Splashmore är en vattenpark som ägs av Krusty.[119]
- Mt. Swatzwelder Historic Cider Mill är en gammal ciderfabrik som idag är ett museum. Anläggningen användes till 1941. När arbetarna senare kom tillbaka från andra världskriget kunde de inte fortsätta jobba, då råttorna hade invaderat anläggningen. Museet har en souvenirshop. Till museet har Ned Flanders säsongskort som medlem 00001. Säsongskortet lönar sig efter 16 besök.[21]
- Mud City är en strippklubb.[82]
- Nero's Palace är ett kasino med hotell i Las Vegas.[31]
- New Bedlam Rest Home for the Emotionally Interesting är en institution för psykiskt sjuka människor.
- New Haven Uptown Uniplex är en biograf i New Haven som visat filmen "Gone With The Wind".[21]
- Noise Land Video Arcade, senare Noiseland Arcade är en spelhall i Springfield. Personal är Sarcastic Man och Jeremy Peterson[79][120][121]
- Old Springfield Town/Olde Springfield Towne är ett museum där Fort Sensible ligger. Anställda har varit Barney Gumble som jobbar där som guvernör där och Jeremy Peterson som guide. Även Homer har jobbat där en period.[9][122]
- Orfanato Dos Anjos Imundos är ett barnhem som ligger på 123 Papaya Street i Rio de Janeiro som sköts av nunnor. Ronaldo bodde där under en period.[123]
- Ostrich World är en strutsfarm. Familjen Simpsons besökte farmen eftersom de planerade ge bort Santa's Little Helper till farmen efter att den ätit fågeln Raymond. Besöket slutade med att Bart nästan dödade en struts som familjen tog med hem för att äta i tron att den var död .[124]
- Painless Dentistry är det nya namnet på tandläkarmottagningen Painful Dentistry[125]
- Palm Springfield Resort är ett lyxhotell i Springfield.[103]
- Pay & Park & Pay är ett parkeringshus där man betalar får både inträde och utträde.[126]
- Plaster Mountain Theme Park är en nöjespark där Dwight Diddlehoppe blev lämnad av sin mamma. Förutom spelsal, tivolistånd och souvenirbutik sponsras toaletten av FodEx och så finns attraktionerna "Dilbert's Flying Cubicle, Bumper Cars, Tilt 'n' Spew, Mr. Frog's Midle Ride, It's a Long Line och The Viking Boats".[127]
- Plastic Surgery Center är en plastikkirurgi för kvinnor och hundar i Los Angeles och en i Springfield där de rättar till guds misstag.[103][128]
- Praiseland var en nöjespark som ägdes av Ned efter en idé av Maude Flanders. Praiseland låg på gamla Storytown Village. Nöjesparken invigdes av Joe Quimby. Attraktioner som fanns var "King David's Wild Ride, Hot Dogs, Refreshments, Whack-A-Satan, Ring Toss, Souvenirs, A big Garden of Eden-esque apple tree with a snake in it, Ferris Wheel, Rockin' Ark, Tickets och A large Tower of Babel-esque slide". Nöjesparken blev aldrig populär, främst eftersom de inte serverade öl innan besökarna började hallucinera, men då det visade sig att hallucinationerna orsakades av en läckande gas fick man stänga parken.[129]
- Quitters a Place for Rheab är rehabiliteringscenter som botat Barney Gumble fem gånger, ansvarig där är Kyle.[2]
- Rancho Relaxo är den enda tvåstjärniga spaanläggningen i Springfield och upptäcks av spanjorer. De erbjuder bad, tennis, väggstiring, bungijumping, kajak, cigarettillverkning, huladans och kalligrafi samt massage och goda måltider. De kan vid behov erbjuda allt gästerna själva vill.[130]
- Regent Hotel är ett hotell där Moe Szyslak har bott under en period. De har den mest surrade neonskylten på ett hotell.[131]
- Rescue Mission är ett härbärge som är erbjuder hemlösa gratis mat under jul och thanksgiving.[132]
- Rickety Brothers Amusement Park är nöjespark som ligger vid Niagarafallen.[133]
- Rio Days-Inn-Ero är ett hotell i Rio de Janeiro som erbjuder gästerna TV på rummet och minibarer.[123]
- Ronald Regan Reeducation Center är ett omskolningscenter för USA:s invånare som hatar frihet. Den ligger på en ö vid San Francisco.[134]
- Route 18 Flea Market and Drive-In var en drive-in biograf, den sista filmen som visades var MupPETS go MedIeVAl.[56]
- Ruffintumble's Fun Zone är ett lekland som anses vara säkert då de ägs av ett storföretag.[54]
- The Royal Fart Inn är ett hotell i Palm Corners, Florida.[135]
- Santa's Village är ett tomteland med riktiga renar.[136] De har stängt på julen.[137]
- Screaming Monkey - Medcial Reasearch Center är ett testlabb som använder människor till sina tester.[6] De har också haft djur men de såldes till en cirkus av Dexter Colt.[138]
- Second-Best Western Hotel är ett hotell i Capital City, där gästerna erbjuds gratis morgontidning.[139]
- Serenity Ranch är ett träningsleder som har slogan "When diet, exercise and surgery aren't enough (När diet, motion och övningar ointe är tillräckligt)".  Kunder har varit Bart, Rainer Wolfacstle, Ape och Kent Brockman. Träningslägret är dyrt och ägs av Tab Spangler.[140]
- Shapes var ett gym för kvinnor som ägdes av Marge Simpson och blev en succé då de inte tillät män, mobiler, speglar eller skamkänslor. Den första gymmet fanns i gamla Android's Dungeon & Baseball Card Shop och den andra i en stängd Krusty Burger.[103]
- Shelbyville Orphanage är ett barnhem där Donny bor.[141] Den ligger idag på en annan plats än tidigare och därifrån adopterades Herb Powell.[20]
- Shelbyville Stadium är en arena för amerikansk fotboll i Shelbyville.[142]
- Simpson Laser Tag är ett byggnad för Lasergame som ägdes av Abraham Simpson och hade sin son som anställd. Slogan var "Enjoy this fad while it lasts (Njut av denna fluga så länge den varar)".[143]
- Skates 'N' Such är en skridskobana där Jeremy Peterson jobbar.[5]
- Shelbyville Car Impound Lot vaktas av hundar och är en parkering för beslagtagna bilar.[144]
- Shelbyville Hospital är det allmänna sjukhuset i Shelbyville.[144]
- Shotgun Pete's 24 Hour Wedding Chapel är ett kasino med kapell där Marge och Homer gifte sig första gången. En vigsel kostar 20 dollar, vart tionde gratis och tio pokerchips ingår vid en vigsel. Ett bröllopsfotograf kostar 50 dollar extra.[9]
- Six Toe Country Courthouse är domstolsbyggnaden i Palm Corners.[135]
- Sleep-Eazy Motel är ett motell som populärt hos otrogna personer.[145]
- Snugglen's Cove är ett rum och frukost där Homer och Marge försökte hitta kärleken.[146]
- Sons Of Sicily Hall är en konferensanläggning.[147]
- Spellympic Stadium är en sportarena för stavningsolympiaden och ligger i Calgary.[148]
- Springfield Air And Space Museum är ett museum med inriktning på flyg och rymden.[149]
- Springfield Airport Motor Lodge är ett motell där Dr. Kissingher har sitt seminarium. För gästerna är HBO gratis att titta på.[150]
- Springfield Auction House (Formerly Vacant Lot) är ett auktionshus i Springfield.[1]
- Springfield Amphitheater är en teaterscen där man framför Penn and Taller.[151]
- Springfield Animal Hospital är det allmänna djursjukhuset i Springfield.[152]
- Springfield Animal Shelter är ett plats för hemlösa djur som man kan köpa djur billigt ifrån.[107]
- Springfield Aquarium är ett akvarium i Springfield, där man dagligen rensar bort fiskar som dött.[113][153]
- Springfield Arena är en lokal för musikuppträdande. The Who hade en planerad spelning där en gång.[96]
- Springfield Atoms Stadium är en arena för amerikansk fotboll. Inför bygget av arenan lade Lisa sig framför bulldozerna som en protest för bygget men gillade byggnaden då blev färdig. Innehåller sushibarer, museum, biosalonger, zoo och spaanläggning.[154]
- Springfield Botanical Gardens är en botantisk trädgård som har som slogan "Out stames are a pistil (Våra ståndare är pistiler)".[155]
- Springfield Coliseum är hockeyarena sex dagar i veckan. Resten av veckan hyrs den till andra evenemang.[156]
- Springfield Dog Track är hundkapplöpningsbanan där Santa's Little Helper blev kär i She's the Fastest.[157]
- Springfield Downs är hundkapplöpningsbanan där Santa's Little Helper sprang på julafton. Även hästar har sprungit där[17][158]
- Springfield City Zoo är en djurpark som ägs av Larry Kidkill. De har haft en experimentavdelning med Pjärriervargar som ersattes av Octo Sapiens som bestod av Apu, Manjula och deras barn.[159]
- Springfield Children's Hospital var ett barnsjukhus är numera Springfield Cosmetic Surgery Clinic, en plastikkirurgiklinik.[160] Mr. Burns lovade en gång en miljon dollar till sjukhuset men struntade i det.[161]
- Springfield Civic Center är en byggnad där man anordnar evenemang för invånarna i Springfield, ofta galor där Jeremy Peterson jobbat.[162][163]
- Springfield Clamphitheater är en byggnad för teaterföreställningar i hamnområdet.[77]
- Springfield Coliseum är en boxningsarena där Homer Simpson och Drederick Tatum boxat.[164]
- Springfield Convention Center är en mässhall som har funnits sedan säsong 2 och har haft massor av teman, först i säsong 21 berättades namnet för mässhallen, innan dess har man enbart sett temat för den pågående mässan.
- Springfield Dog Pound är en hundgård för bortsprungna hundar.[165]
- Springfield Dragway är en racerbana.[166]
- Springfield Drive-In är en Drive-in-biograf som visar "The Bloodening", I spit on your Grave", "I thumb through your magazines" "Hail to The Chip!" med Jeremy Peterson i kassan.[167][168][169]
- Springfield Empolyment Ageny är en arbetsförmedling med slogan "When you need to show the state you tried (När du behöver att visa staten att du försökte)."[149]
- Springfield Estadio De Toros är en tjurfäktningsarena. Den byggdes ursprungligen som arena för det amerikanska fotbollslaget "Springfied Meltdowns" under namnet "Duff Beer Krusty Burger Buzz Cola Costington's Department Store Kwik-E-Mart Stupid Flanders Park" men då det inte blev något lag blev området en grönsaksmarknad innan man började med tjurfäktning.[170]
- Springfield Execitement Arena byggdes av Mr. Burns och är en fristad för bin. Byggdes ursprungligen som arena för basketlaget Springfield Execitement.[171]
- Springfield Flen Country Club är en golfklubb där vaktmästare Willie extrajobbar.[17]
- Springfield Funeral Home är en begravningsbyrå som tar samma pris på kistorna oavsett storlek.[172]
- Springfield Grapplarium är en wrestlingarena i Springfield.[125]
- Springfield Hall of Records är ett arkiv med historiska inslag från Springfield.[126]
- Springfield Hyatt är en byggnad där de haft en korsordstävling.[173]
- Springfield Historical Society har slogan "Where The Dead Come Alive! (Dit de döda kommer levande!)" och är ett museum som har bevarat historien om Jebediah Springfield.[174]
- Springfield Men's Mission är ett härbärge med slogan "We add god to your misery (Vi lägger till Gud att ditt elände)".[175]
- Springfield Multicultral Center är en lokal för olika folkgrupper i Springfield.[73]
- Springfield Munical Golf Course är en golfklubb som har en Pro Shop och en restaurang. Sarcastic Man är den enda kända anställda där.[128]
- Springfield Municipal Building är en kommunalbyggnad där "Springfield Birdwatching Society" håller möten.[78]
- Springfield Museum of Natural History är en naturhistorisk museum i Springfield där Sarcastic Man jobbar. Museet har en egen 3D-biograf.[18]
- Springfield Imax Theater är en biograf som visat filmen Nature's Biggest Holes med Rainer Wolfcastle.[176]
- Springfield Juvenile Correctional Facility är ett ungdomsfängelse.[177]
- Springfield Knowledgeum är ett museum som är inriktad på vetenskap och rymden. Besökarna välkomnas med en videofilm med Troy McClure. Deras slogan är "Where science is Explained with Brightly-Colored Balls (Där vetenskap förklaras med färgglada bollar)"[178]
- Springfield Opera House är en opera som grundades av Mr. Burns som också är konstnärlig ledare och applådledare där.[45]
- Springfield Organ Bank är en organdonationsbyrå som erbjuder bland annat pengar för ögon och använder då en slägga som bedövning.[175]
- Springfield Place Of Fine Arts är en konsthall där Mr. Burns har en flygel som han bekostat.[119]
- Springfield Penitentiary är ett fängelse, där namngivna fängelsekunder har varit Homer Simpson,[39][179], Marge Simpson,[179] Walt Warren,[99] Sideshow Bob,[99][180] Snake Jailbird,[39][180] Dwight Diddlehopper,[127], Drederick Tatum,[164] Artie Ziff[39] och Mr. Burns[180] Fängelset byggdes av maffiamedlemmar vilket gör att de lätt kan fly därifrån.[81]
- Springfield Plasma Center är en vårdcentral som kring thanksgiving erbjuder pengar om man donerar blod.[132]
- Springfield Psychiatric Center är en psykiatrimottagning i Springfield där Dr. Zweig jobbar. Deras slogan är "Beacuse There May Not Be Bugs On You (Eftersom det kanske inte finns fel på dig)"[181]
- Springfield Recreation Center är en fritidsgård för barn där man har kurser. Comic Book Guy leder där kursen "Shaloin Kung Fu".[182]
- Springfield Orphanage är ett barnhem där man kan adoptera om man är vuxen.[183] Lindsey Naegle har jobbat där.[57]
- Springfield Press Club är en klubb för journalister som har slogan "We have a liberal bias....towards great meal deals! (Vi har en liberal partiskhet .... med stora måltidsaffärer!)".[184]
- Springfield Skating Rink är en inomhushall med skridskobana.[185]
- Springfield Speedway är en sportarena där även en monstertruck kör.[186]
- Springfield Sperm Bank är namnet på spermabanken i Springfield och grundades 1858. Barney Gumble är far till en flicka genom spermabanken.[109]
- Springfield Square Garden är en sportarena för basket.[187]
- Springfield Stadium är en sportarena för amerikansk fotboll men också för vanlig fotboll.[188][145]
- Springfield Stamp Museum är ett postmuseum, som från början skulle granne med familjen Simpsons men flyttades efter klagomål.[189]
- Springfield State Building är en skyskrapa som på toppen har en avsats för personer som vill ta livet av sig.[151]
- Springfield State Prison är ett fängelse.[24]
- Springfield Sports Arena är en arena för Ultimate Punch, Kick & Choke Championship och andra uppträdanden.[190]
- Springfield Sports Palace är en sportarena för basket.[171]
- Springfield Toxic Waste Dump är en återvinningscentral för giftigt avfall.[24]
- Springfield Union Station är namnet på järnvägsstationen i Springfield.[191]
- Springfield Youth Center är en sporthall med basket och volleyboll som grundades 1966.[185]
- Springfield War Memorial Stadium är en basebollarena.[192]
- Springfield Wax Museum är ett vaxkabinett i Springfield där man ställer ut The Beatles och MASH. Guide på museet är Jeremy Peterson.[193]
- Springfield-X är en porrbiograf som visar filmen "Crodcodile Done Me", "Debbie Does Springfield", "Doctor Strangepants" och "For Your Thighs Only".[194][195]
- Springfield YMCA är en sporthall där Springfield Peewee anordnar basket och volleyboll.[185] Deras simbassäng användes till simskolan för pappor och deras bebisar.[151] Där anordnas kurser också i frustrationshantering, basket för äldre, etikkurs, vanlig basket och gymnastik. Rainier Wolfcastle köpte byggnaden för att riva den och börja jaga människor.[196]
- Springsonian Museum är ett museum som haft en egyptisk utställning och konstutställning med bland annat Matt Groening. Deras slogan är "Where the Elite Meet Magritte (Där eliten möter Magritte)"[108][197]
- Springwood Minimum Security Prison är en öppen anstalt där Sideshow Bob varit fängelsekund.[126]
- Stagnant Springs Health Spa är en spaanläggning som kan ta tio år från ansiktet och lägga in det i brösten. De har avdelningar för barn och män också. Homer blev där inspärrad i deras bastu av Frank Grimes Junior.[198]
- The Starlight Motel är ett motell som visar porrfilmer dygnet runt.[52]
- Stomach Staples Center är en plastikkirurgiklinik där Joe Quimbys assistent skulle få större bröst för skattepengar men de gavs av misstag istället till Marge.[199]
- Storytown Village var en nöjespark för barn mellan 1 och 7,5 år. Området har bland annat en hage med djur som barnen och deras föräldrar kan gå och besöka. Nöjesparken ägdes av Rich Texan som fick stänga den sedan en kille blivit halshuggen där, och den blev då Praiseland.[129][168]
- Surgery de Plastique är en plastikmottagning som Krusty använde för att operera sitt ansikte. Han fick även en bröstförstoring på köpet.[200]
- Swelldorado Hotel är ett barnfritt hotell i Miami.[133]
- Swell-Air Hotel är ett hotell där Marge och Homer tänkte ha sitt tredje bröllop.[201]
- Temple Beth Springfield är den judiska kyrkan i Springfield med Hyman Krustofski som rabbin.[195]
- The Three Seasons Motel är ett motell där Lisa och Homer gömde sig från polisen.[138]
- Thorn Valley Roses en törnrosträdgård.[202]
- Trump Brothel är ett hotell i Atlantic City där Drederick Tatum underhåller.[133]
- Toddli'n Town är en byggnad där man har barngympa som ligger granne med ett cafe.[83]
- Toyal Tokyo är ett hotell i Japan med japansk inredning och TV på rummen.[203]
- Uriah's Heap Recycling Center är en återvinningscentral.[48]
- U.S. Air Force Base är en privat flygvapenbas som inte tillhör det amerikanska flygvapnet.[204]
- Veterans Of Popular Wars är en föreningslokal för dem som krigat i populära krig i Springfield. Tre medlemmar i föreningen satt i juryn för den lokala uttagningen till tävlingen "Patriots of Tomorrow", även den lokala uttagningen ägde rum här.[205]
- Veterans of Unpopular Wars Hall är en föreningslokal för dem som krigat i minst två krig som inte varit populära.[178]
- The Wailing Waldorf är ett hotell i Israel, som erbjuder gästerna gratis frukost. Restaurangens blåbärsmuffins är större än de på Pechanga.[206]
- Waterville State Penitentiary är ett fängelse som har en sjukavdelning och har bara skitkanaler.[76]
- Wet 'N Wacky World är en temapark med inriktning på vatten. Tidigare namn på platsen är John F. Kenny Naval Museum.[207]
- White Trash Records är en inspelningsstudio.[208]
- Who's To Know Motel är ett motell där Joe Quimby fiskar röster. De skryter med att de har färg-tv.[209]
- Wild Animal Kingdom är ett zoo där djuren först levde i frihet.[210]
- Woosterfield Arena är en byggnad som ägs av familjen Woosterfield.[211]
- Woosterfield Hotel är ett lyxhotell som ägs av familjen Woosterfield. Lenny Leonard ordnade en fest där för sina vänner.[211]
- Ye Olde Off-Ramp Inn är ett hotell som även var arena för tävlingen "Little Miss Springfield Pageant". Deras strippklubb heter Sapphire Lounge.[82][212]